# サティー (ヒンドゥー教)

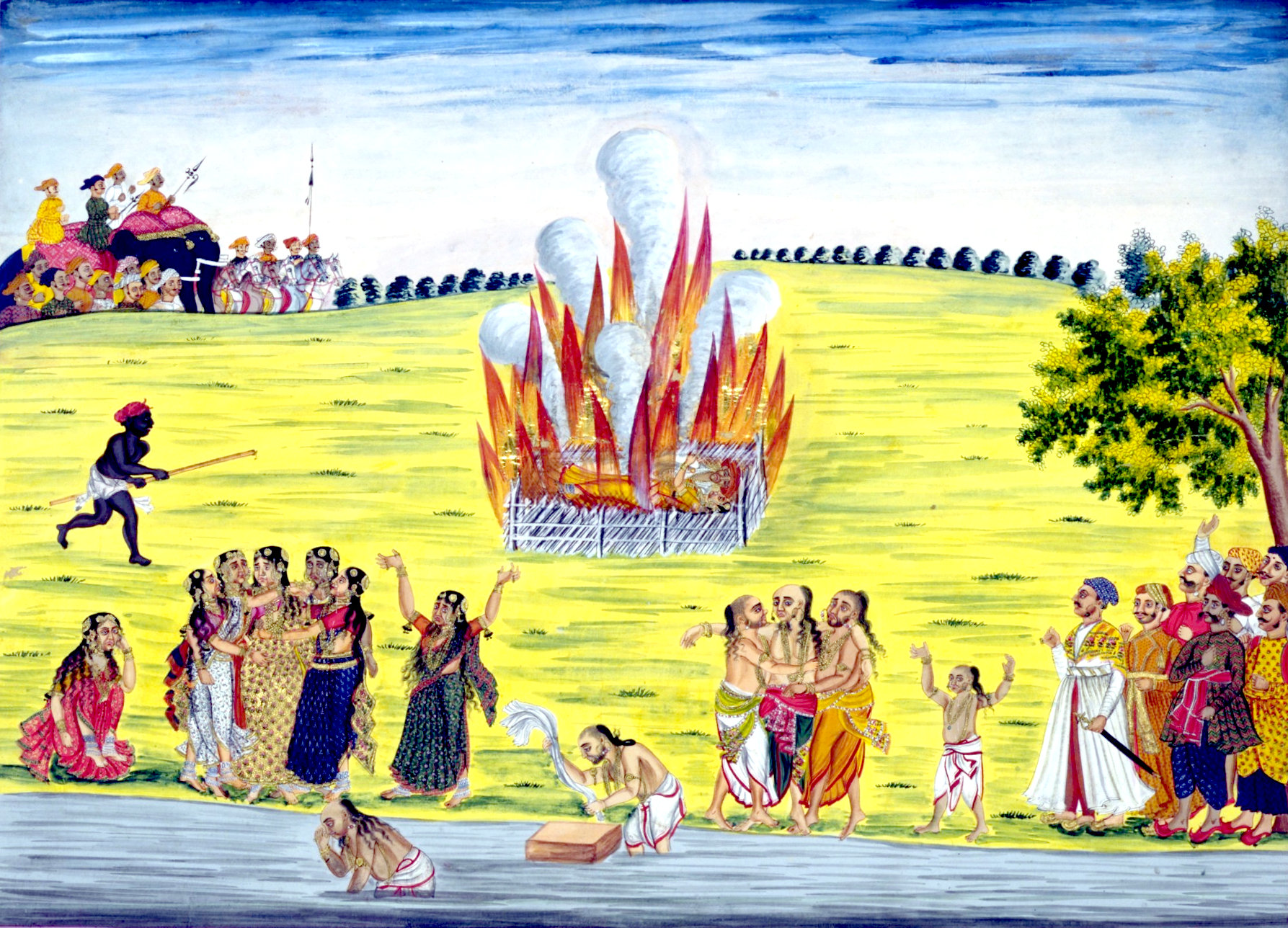
サティーを描いた絵画（18世紀）

サティー、サッティ （Sati, सती） は、ヒンドゥー社会における慣行で、寡婦が夫の亡骸とともに焼身自殺をすることである。日本語では「寡婦焚死」または「寡婦殉死」と訳されている。本来は「貞淑な女性」を意味する言葉であった。

## 歴史

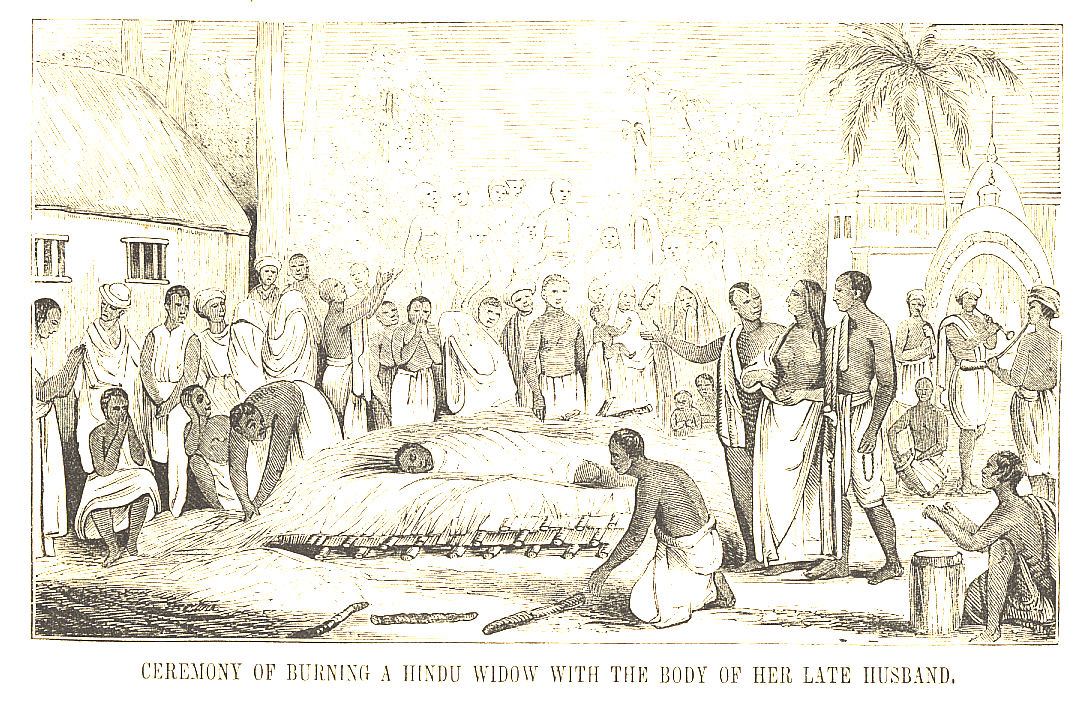
ヒンドゥー教の寡婦を夫の亡骸とともに燃やす儀式、『中国とインドの視覚的な歴史（1851）』より

この慣行についてヒンドゥー教の法典に根拠となる記述はなく、いつ頃始まりどのように広がっていったのかはっきりとは分かっていない。史書なきインドと言われているように、ヒンドゥーやバラモン教徒による古代インドの記録は存在しておらず、サティーについての記録はヨーロッパ人やアラブ人の記録に見受けられる。古くは紀元前4世紀にギリシア人が西北インドで寡婦焚死の風習があった記録を残しており、中世にはインドの各地方に広まり、9世紀の『中国とインドの諸情報　第一の書』や、14世紀のイブン・バットゥータ『大旅行記』といったアラブ人による書物にも記載が見られるようになる。
17世紀のムガル帝国で支配者層であったムスリムは、サティーを野蛮な風習として反対していたが、被支配者層の絶対多数であるヒンドゥー教徒に配慮し、完全に禁じていたわけではなかった。その代わり、サティーを自ら望む女性は太守（ナワーブ）に許可を申し出るよう義務付け、ムスリムの女性たちを使って可能な限り説得を行い、それでもなお希望する者にのみ許可を与えた。ただ、全ての土地にムスリムの太守がいるわけではなく、説得が行われていない地域もあった。
必ずしも寡婦の全てがサティーを望んだわけではない。中にはヨーロッパ人や家族の説得に応じて寸前で思いとどまった者もいたが、ほとんどの志願者は夫と共に焼け死ぬ貞淑な女性として自ら炎に包まれた。炎を前に怖気づいた者は、周りを囲むバラモンに無理やり押し戻されるか、仮に逃げたとしても背教者としてヒンズー社会から排除されるため、その最下層（アウト・カースト）の者に身を委ねざるを得なかった。場合によって、そのことを期待した者が見物に集まってくることもあったという。
18世紀の初めにはサティーはほとんど行われなくなったが、イギリス植民地時代の18世紀末以降、ベンガル地方の都市部で再び盛んになる。理由は諸説あり、植民地時代の混乱の中で寡婦が夫の幽鬼を宿す不吉な存在として不安の矛先が向けられたという説や、ベンガル地方の法律が寡婦に相続権を認めており、夫の親族によってサティーを強制されたという説もある。イギリス東インド会社はサティーの問題を早くから認識していたが、セポイの反乱を恐れ、具体的な対処は19世紀以降になる。1810年代に入り、16歳未満、妊娠中、幼子がいる場合、強制された場合を非合法とし、官吏を立ち合わせたが、サティーの件数は増大し、社会問題になった。
1818年、ブラフモ・サマージの創設者でヒンドゥー社会改革運動家の先駆者ラーム・モーハン・ローイが『宗教儀礼としての寡婦の火葬に関する議論の妙録』という冊子を出版し、ヴェーダを始めとするヒンドゥー教の法典にサティーの根拠が見られないとし、その廃絶を訴えた。また、イギリス人宣教師ウィリアム・ケアリーらがサティー廃止運動の指導的な役割を果たした。ローイらの努力により、1829年にベンガル総督ベンティンクによって、サティー禁止法が制定された。また、1830年にはマドラス、ボンベイにおいても禁止法が制定された。結果、禁止法の普及に伴って20世紀の初めにはサティーはほとんど行われなくなった。が、禁止法が近代法制化された現在においてなお、稀にではあるが慣行として行われ続けている。

## サティーの宗教儀式性
ヒンドゥーでは死者は、薪の山に乗せ、会葬者の前で火葬にふす。死は穢れであり、火が死者を天に昇らせる唯一の方法とされるからである。その人の生前の行いの結果（カルマ、業）により、転生後の新たな生がもたらされる。変死したもの、葬式を行わなかったものの霊は地上に止まり、悪霊（ブータ）、亡霊（プレータ）として人に災いをもたらすと信じられている。灰は体の燃え残りとして川に流され、シンガポールやバリ島の一部地域を除いて墓は作られない。
サティーの儀式は、こうした夫の葬儀の儀式の後に行われる。サティーの儀式の最後には、夫の葬儀で用いた石を供養する「石の礼拝」（シラー・プージャナ）を行う。これらが終わった後で、寡婦は炎に包まれる。中世において、サティーはその家族の宗教的な罪科を滅する功徳ともされていたが、必ずしも自発的なものではなく、生活の苦難さによるもの、あるいは親族の強要によるもの、さらには、薬物を利用したものもみられた。バリ島では、サティーの犠牲者と見られる魔女ランダの説話が残されている。

### 叙事詩における例
サティーの習俗は、インドの神話との結びつきを有している。インドの叙事詩には、貞淑の証として、火による自殺を図った女性が2人登場する。一人は『ラーマーヤナ』におけるラーマの妻シーターであり、もう一人は『マハーバーラタ』におけるシヴァの妻サティーである。ランカー島の王ラーヴァナによってシーターは誘拐され、戦いの末、ラーマはシーターを救出するが、ラーマはシーターの貞操を疑う。シーターは身の潔白を証明するため、聖火に飛び込む。結果、シーターは火傷を負わず、ヒンドゥーの火の神アグニが現れ潔白を証明する。これは同様の聖火による神明裁判が古代インドで行われていたことを示している。ダクシャの娘サティーはシヴァと結婚するが、シヴァを快く思っていないダクシャは祭儀にシヴァを招かず、怒ったサティーは聖火に身を投じ死んでしまう。後にサティーはヒマラヤの娘パールヴァティーに転生し、再びシヴァの妻となる。サティーの慣行の起源を女神サティーに求めるものもいる。

## 背景

### 寡婦と婚姻制度
男女の寿命の差もあるが、寡夫より寡婦が圧倒的に多くなるのには、ヒンドゥーの婚姻制度に原因がある。幼児婚や持参金制度により、夫と年齢のはなれた婚姻が成立し、それが結果としてサティーに結びついている。
ヒンドゥー教徒同士の結婚は制約が多く、他のカーストや近親を避け、適当な夫を確保するため早々に娘を結婚させる慣習がある。女性はまだ幼いうちに嫁ぎ先の家に入り、生家ではなく嫁ぎ先のしきたりを覚え、男子を産んで初めて発言権を得られるようになる。結婚年齢についても、『マヌ法典』においては男性30歳の場合、女性は12歳が最もよい結婚年齢としているように、女性に絶対服従を求める男性にとって都合がいいよう、特に女性の早婚が伝統的である。この年齢差が寡婦を多く生み出す要因となっていた。19世紀半ばには10歳以下の女性との結婚は禁止され、その後も徐々に引き上げられ、1978年の幼児婚抑制法では男子21歳、女子18歳に最低婚姻年齢が引き上げられた。違反したからといって婚姻が無効にされるわけではないが、1976年の婚姻法改正で、婚姻の成立にかかわらず女子に幼児婚の否認権が与えられている。
また、ダヘーズ（もしくはダウリー dowry）と呼ばれる花嫁側に求められる多額の結婚持参金制度も問題であり、持参金の支払いができず年齢が著しく離れた男性との結婚を余儀なくされる場合もあるために、多くの女性が若くして寡婦となる一因ともなっている。ダウリの額は嫁側の社会的・経済的な地位や、婿の教育や職業によって異なる。娘を持つ父親にとっては多大な負担になり、女児の誕生が望まれない理由である。ヒンドゥーの結婚式は大概の場合派手であるが、その莫大な費用も全て花嫁側の負担となる。ガンディーも、ダヘーズを要求する者はその者自身の教育と国家を汚し、女性の名誉を傷つけるとし非難している。1961年にダヘーズを禁止する法律（Dowry Prohibition Act）が制定されたが、未だこの慣習は完全になくなっていない。

### 寡婦と家族制度
伝統的なヒンドゥーの合同家族制度の元では女性は結婚によって、夫の家族に属し、扶養される権利だけを持つ付属物でしかなかった。『マヌ法典』に、女子は決して独立に値せざりし、とあるように、伝統的にヒンドゥー社会で女性の地位は低かった。古くはケーシャヴ・チャンドラ・セーンによるサティの廃絶と寡婦再婚を認める動きがみられたが、近年、女性差別の撤廃、地位向上、社会進出へ向け法整備が進められている。
ヒンドゥーにおける理想的な女性とは、貞節を守り、献身的に夫に尽くす女性である。サティーが盛んになった19世紀ごろ、再婚は堕落とみなされ、寡婦は厳しい禁欲生活を余儀なくされていた。また、上位カーストでは寡婦は不吉な存在とされた。家族の中での差別に耐え切れず、誘惑に負け、不品行のみならず、犯罪や嬰児殺しを犯したりする者もいた。再婚法の制定はヒンドゥー社会改革運動の主題とされた。しかし、再婚による待遇の改善を寡婦たちには望んでおらず、また婚姻慣習にも事実上影響はなかった。再婚法の失敗以降、教育によって寡婦の自立を目指す運動が広がっていった。

## 文学作品における言及
植民地支配を通じて人と情報の行き来が盛んになると、この「慣習」の存在について本国人の間でも伝え及ぶこととなり、そのため欧米諸国の文学作品においても、主に「異国の奇妙な」「野蛮で非人道的な」風習として度々言及されてきた。有名な例としては、マーガレット・ミッチェルの『風と共に去りぬ』の中で、寡婦のスカーレットがキリスト教の形式的な教義から亡き夫に縛られていることをレット・バトラーが揶揄する言葉として登場する。（なお、これに対してスカーレットは、「セッティー（settee：「長椅子」）?」と尋ね返してバトラーの笑いを買っている。）
1872年に発表されたジュール・ヴェルヌの小説『八十日間世界一周』に、サティーの儀式から女性を救い出す場面がある。インドのブンデールカンド地方で、主人公のフォッグとパスパルトゥーの主従は王の葬儀に遭遇し、大麻で朦朧としている様子の女性を目にする。現地に駐在するイギリス人のサー・フランシスは主従の疑問に対し、いけにえであり、自発的なものであると答える。そして、サティーを行わなかった場合、寡婦が亡夫の親族からどのように扱われるか説明がされている。翌朝、サティーの儀式が行われる前に、この女性アウダは救い出され世界一周旅行に同行するようになる。